# Maun
Maun (též Motji) je město na severozápadě Botswany. Jedná se o hlavní město Severozápadního distriktu. Bylo založeno v roce 1915 lidmi z kmene Batawana. Leží v poušti Kalahari, nedaleko delty Okavanga. Městem prochází dálnice A3. V roce 2011 tu žilo 55 784 obyvatel, což z Maunu činí páté největší město Botswany. Díky deltě Okavanga a solným pláním Makgadikgadi je tu největší cestovní ruch v Botswaně.
Nejbližší vesnice od Maunu jsou Toteng, Haka, Sankuyo, Sehithwa, Tsau, Makalamabedi, Motopi, Mmumoshweu a Xhumaga. Nejbližší město je Gweta (asi 199 km na západ) a nejbližší státní hranice je hranice s Namibií, asi 167 km na severovýchod vzdálenou.

## Klima
| Maun – podnebí              | Maun – podnebí | Maun – podnebí | Maun – podnebí | Maun – podnebí | Maun – podnebí | Maun – podnebí | Maun – podnebí | Maun – podnebí | Maun – podnebí | Maun – podnebí | Maun – podnebí | Maun – podnebí | Maun – podnebí |
| Období                      | leden          | únor           | březen         | duben          | květen         | červen         | červenec       | srpen          | září           | říjen          | listopad       | prosinec       | rok            |
| --------------------------- | -------------- | -------------- | -------------- | -------------- | -------------- | -------------- | -------------- | -------------- | -------------- | -------------- | -------------- | -------------- | -------------- |
| Nejvyšší teplota [°C]       | 44,0           | 39,4           | 39,5           | 37,2           | 35,6           | 33,3           | 32,2           | 36,1           | 38,6           | 42,8           | 43,3           | 42,2           | 44,0           |
| Průměrné denní maximum [°C] | 31,5           | 31,3           | 31,0           | 30,5           | 27,9           | 25,2           | 25,4           | 28,5           | 32,3           | 34,6           | 33,6           | 32,2           | 30,3           |
| Průměrná teplota [°C]       | 25,4           | 25,1           | 24,2           | 22,6           | 18,7           | 15,7           | 15,8           | 18,8           | 23,1           | 26,6           | 26,4           | 25,8           | 22,4           |
| Průměrné denní minimum [°C] | 19,4           | 18,9           | 17,5           | 14,6           | 9,5            | 6,2            | 6,2            | 9,2            | 14,0           | 18,5           | 19,3           | 19,3           | 14,4           |
| Nejnižší teplota [°C]       | 8,9            | 8,9            | 10,0           | 3,3            | −1,7           | −6,4           | −5,3           | −4,4           | −0,6           | 6,1            | 9,4            | 11,1           | −6,4           |
| Průměrné srážky [mm]        | 104            | 95             | 81             | 25             | 5              | 1              | 0,5            | 0              | 1              | 17             | 43             | 81             | 453,5          |
| Dní s deštěm                | 13             | 12             | 8              | 5              | 1              | 0              | 0              | 0              | 0              | 3              | 9              | 10             | 61             |
| [zdroj?]                    |                |                |                |                |                |                |                |                |                |                |                |                |                |